# Принада
Прина́да —  село в Україні, у Яворівському районі Львівської області. Населення - 241 особа. Орган місцевого самоврядування - Яворівська міська рада.

## Населення

### Мова
Розподіл населення за рідною мовою за даними :
| Мова       | Кількість | Відсоток |
| ---------- | --------- | -------- |
| українська | 240       | 99.59%   |
| російська  | 1         | 0.41%    |
| Усього     | 241       | 100%     |